# Elattoneura vrijdaghi
Elattoneura vrijdaghi – gatunek ważki z rodziny pióronogowatych (Platycnemididae). Występuje w Afryce Środkowej – stwierdzony w Gabonie, Republice Środkowoafrykańskiej, Kongu oraz Demokratycznej Republice Konga.